# Ӹ
Ӹ (minuskule ӹ) je písmeno cyrilice. Jedná se o variantu písmena Ы. Vyskytuje se pouze v západní marijštině.